# Seznam bahrajnských panovníků
Toto je seznam bahrajnských panovníků od roku 1783, kdy šejch Ahmad ibn Muhammad Al-Fateh (Dobyvatel) z rodu Al Chalífa vyhnal z Bahrajnu perské síly a vzal titul chakim («ten, kdo soudí mezi lidmi»). 
| jméno             | obrázek | období vlády | život         | rodiče                                                  | poznámky                    |
| ----------------- | ------- | ------------ | ------------- | ------------------------------------------------------- | --------------------------- |
| Ahmad I. Al-Fateh |         | 1783–1796    | zemřel v 1796 | šejch Muhammad ibn Chalífa                              | první chakim Bahrajnu       |
| Abdalláh          |         | 1796–1843    | zemřel v 1843 | Ahmad ibn Muhammad Al Chalífa                           |                             |
| Salmán I.         |         | 1796–1825    | zemřel v 1825 | Ahmad ibn Muhammad Al Chalífa                           | spoluvládce                 |
| Chalífa           |         | 1825–1834    | zemřel v 1834 | Salmán ibn Ahmad Al Chalífa                             | spoluvládce                 |
| Muhammad I.       |         | 1834–1868    | 1813–1890     | Chalífa ibn Salmán Al Chalífa                           | spoluvládce v 1834–1842     |
| Alí               |         | 1868–1869    | 1814–1869     | Chalífa ibn Salmán Al Chalífa                           |                             |
| Muhammad II.      |         | 1869–1869    | 1817–1877     | Abdalláh ibn Ahmad Al Chalífa                           |                             |
| Isa I.            |         | 1869–1932    | 1848–1932     | Alí ibn Chalífa Al Chalífa Tadžba bint Ahmad Al Chalífa |                             |
| Ahmad II.         |         | 1869–1888    | 1850–1888     | Alí ibn Chalífa Al Chalífa Tadžba bint Ahmad Al Chalífa | spoluvládce                 |
| Hamad I.          |         | 1932–1942    | 1872–1942     | Isa ibn Alí Al Chalífa Chaja bint Muhammad Al Chalífa   |                             |
| Salmán II.        |         | 1942–1961    | 1894–1961     | Hamad ibn Isa Al Chalífa                                |                             |
| Isa II.           |         | 1961–1999    | 1933–1999     | Hamad ibn Isa Al Chalífa Mouza bint Hamad Al Chalífa    | první emír Bahrajnu od 1971 |
| Hamad II.         |         | od 1999      | 1950          | Isa ibn Salmán Al Chalífa Chassa bint Salmán Al Khalifa | první král Bahrajnu od 2002 |